# Обсада на Сантуарио де Нуестра Сеньора де ла Кабеса
Обсадата на Сантуарио де Нуестра Сеньора де ла Кабеса започва от 14 септември 1936 г. до 1 май 1937 г. в Андухар, Хаен, по време на Гражданската война в Испания.
Републиканската армия обсажда около 1 200 бунтовнически граждански гвардейци и фалангисти, които подкрепят националистите и ги принуждават да се предадат след продължителна офанзива.

## Предистория
След неуспешния опит за преврат от юли 1936 г. в Андалусия, много групи бунтовнически граждански гвардейци се оттеглят от своите гарнизони по хълмове, манастири и други лесно защитими точки, прехранвайки се от грабежи от квартала.

## Обсадата
През август 1936 г. 250 цивилни гвардейци от Хаен, 100 фалангисти и около 1 000 души от буржоазията на Андухар се оттеглят в светилището на Нуестра Сеньора де ла Кабеса, близо до Андухар. През първите месеци на войната няма нападения срещу този анклав, тъй като републиканският комитет на Андухар не знае, че цивилните гвардейци в светилището са бунтовници. След като събират добри запаси от храна, гражданските гвардейци решават да обявят война на комитета през септември 1936 г. Техният командир, майор Нофуентес, който иска да се предаде, е свален от капитан Сантяго Кортес и републиканците започват обсадата. Националистически самолети от Кордоба и Севиля пускат доставки в лагера. Медицински консумативи и деликатни стоки са прикрепени към живи пуйки. Освен това гълъбите носят новини и съобщения до националистите в Севиля.
През декември 1936 г. Гонсало Кейпо де Ляно започва офанзива, за да окупира Андухар и да освободи светилището, но офанзивата е спряна при Лопера през януари 1937 г. През април 1937 г. републиканското правителство решава да смаже съпротивата на бунтовниците и изпраща големи сили (20 000 души), водени от комунистическия майор Мартинес Картон. Републиканските сили разделят бунтовническия анклав на две и завладяват лагера на Лугар Нуево. Тогава Франко дава разрешение на Кортес да евакуира жените и децата и да се предаде, ако съпротивата стане невъзможна, но Кортес отхвърля евакуацията. На 30 април Кортес е ранен и на 1 май републиканците нахлуват в светилището.

## Последица
Останалите бунтовници са взети в плен, а Кортес умира от раните си в болница. Бунтовниците получават малко признание във Франкистка Испания.